# Dave Johns
Dave Johns (Wallsend, 16 luglio 1956) è un attore inglese noto principalmente per il ruolo del protagonista del film Io, Daniel Blake.

## Biografia
Dave Johns inizia la sua carriera partecipando ad alcuni episodi di varie serie televisive a partire dal 1995. 
Nel 2016 viene scelto dal regista Ken Loach per essere il protagonista del lungometraggio Io, Daniel Blake. Il film riceverà la palma d'oro.
Viene premiato come miglior attore alla 19ª edizione dei British Independent Film Awards.

## Filmografia parziale

### Cinema
- Io, Daniel Blake, regia di Ken Loach (2016)
- Walk Like a Panther, regia di Dan Cadan (2018)
- Two Graves, regia di Gary Young (2018)
- Ravers, regia di Bernhard Pucher (2018)
- The Keeper - La leggenda di un portiere, regia Marcus H. Rosenmüller (2018)
- Fisherman's Friends, regia di Chris Foggin (2019)
- 23 Walks, regia di Paul Morrison (2020)
- Mia moglie è un fantasma (Blithe Spirit), regia di Edward Hall (2020)

### Televisione
- Mud (1995) - serie TV
- Harry Hill (1998) - serie TV
- Dogtown (2006) - serie TV

## Doppiatori italiani
Nelle versioni in italiano delle opere in cui ha recitato, Dave Johns è stato doppiato da:
- Carlo Valli in Io, Daniel Blake
- Andrea De Manincor in Fisherman's Friends